# Glycaspis eremica
Glycaspis eremica är en insektsart som beskrevs av Moore 1970. Glycaspis eremica ingår i släktet Glycaspis och familjen rundbladloppor. Inga underarter finns listade i Catalogue of Life.